# Allora & Calzadilla
Jennifer Allora (20 de marzo de 1974) y Guillermo Calzadilla (10 de enero de 1971) son un dueto collaborativo de artistas visuales que viven y trabajan en San Juan, Puerto Rico. Fueron los representantes de Estados Unidos en la Bienal de Venecia de 2011, la 54a Exhibición Internacional de Arte.
Son representados por las galerías: kurimanzutto, Ciudad de México, Nueva York; Chantal Crousel, París; Lisson Gallery, Londres; Gladstone Gallery, Nueva York.

## Biografía
Jennifer Allora nació en 1974 en Filadelfia, Mancomunidad de Pensilvania. En 1996 recibió su grado de la Universidad de Richmond en Virginia En 2003 obtuvo su Máster de ciencias del Instituto Tecnológico de Massachusetts. Entre 1998 y 1999 tuvo una beca en el programa de Estudios Independientes del Museo Whitney de Arte Estadounidense.
Guillermo Calzadilla nació en 1971 en La Habana, Cuba. En 1996 recibió un título por la Escuela de Artes Plásticas en San Juan, Puerto Rico. En 1998 asistió a la Escuela Skowhegan de Pintura y Escultura y obtuvo su grado de , maestría de en el Bard College de Annandale-on-Hudson, Nueva York en 2001.
Allora y Calzadilla comenzaron a trabajar juntos después de conocerse en Florencia, Italia en 1995. Siguen colaborando estrechamente para toda su obra. Ahora viven en San Juan, Puerto Rico.

## Obras y temas
Desde el inicio de su carrera colaborativa en 1995, Allora & Calzadilla han trabajado en diversos medios, incluyendo escultura, fotografía, performances, arte sonoro y video.
Desde 1999 han creado Land Mark, una serie de proyectos que incluye video, fotografía y presentaciones relacionadas con la isla puertorriqueña de Vieques, que ha sido usada por más de 60 años por los Estados Unidos para realizar operaciones militares, lo cual llevó a una campaña de desobediencia civil por los residentes locales. Las obras incluyen Land Mark (1999/2003/2006), Land Mark (Footprints) (2001–02), Returning a Sound (2004), Under Discussion (2005) and Half Mast\Full Mast (2010). Allora & Calzadilla presentan los marcadores económicos, culturales y políticos que diferencian a un área de tierra de otra y los procesos de colonización y gentrificación que definen este estatus cambiante. Como un todo, estas obras conectan presentaciones típicas del activismo político y tradiciones artísticas como el grabado. Land Mark se explica semánticamente como un instrumento para leer marcadores que han quedado en el territorio en lugar de un simple punto de orientación espacial. Las investigaciones sobre el espacio en las obras de Allora & Calzadilla se hacen en términos de lo que algunos artistas llaman "la traza" o "el rastro". Al mismo tiempo un tropo poético y un conjunto de operaciones materiales, "la traza" es un enlace entre presencia y ausencia, inscripción y borrado, preservación y destrucción, aparición y desaparición.
El trabajo de Allora & Calzadilla ha explorado la dinámica entre la música y el poder. Algunas de las piezas que buscan esta "antiguo militarismo sónico contra los contornos de su relación con la cultura contemporánea e ideología política" son Clamor (2006), Sediments, Sentiments (Figures of Speech) (2007), Wake Up (2007) y Stop, Repair, Prepare: Variations on Ode to Joy for a Prepared Piano (2008). Las primeras tres tienen "una instalación escultórica masiva, presentaciones en vivo, colaboración y, por supuesto, una banda sonora extensiva" Stop, Repair, Prepare es un híbrido complejo de escutlura, performance y práctica musical experimental. Consiste en un piano de inicios del siglo xx qua ha sido puesto sobre ruedas y "preparado" con un corte redondo en el centro del cuerpo e invirtiendo los pedales, lo que permite a los ejecutantes tocar variaciones sobre An die Freude (de acuerdo a la transcripción para piano de Franz Liszt) desde adentro del instrumento. Durante la interpretación, el pianista, vencido por el instrumento, arrastra penosamente el piano por el escenario mientras toca.
Desde su participación en dOCUMENTA (13) con el video Raptor's Rapture, Allora & Calzadilla han creado obras que van más allá de lo puramente humano. De acuerdo con la crítica de arte Emily Eliza Scott, su obra "se enfoca en hacer participar lo que llamamos mundano. Estas obras de arte iluminan el enlace entre lo humano y lo no-humano mientras se desenvuelven en el tiempo, señalando una doble reflexión de los humanos como naturales —entre otras especies y sus alrededores— y la naturaleza como histórica." Siguiendo el mismo interés temático en artefactos culturales y el tiempo profundo, los artistas presentaron la exhibición en dos partes Intervals en el Museo de Arte de Filadelfia y en The Fabric Workshop and Museum. Ahí, usaron objetos, filmes, presentaciones en vivo y sonido para invocar el lapso de tiempo geológico y el lugar del humano en él. Los artistas presentaron una trilogía de obras en video que presentaban a músicos modernos y vocalistas interactuando con artefactos antiguos a través del sonido. Apotome (2013) presenta al cantante Tim Storms, quien tiene el récord mundial de producir la nota más baja que haya sido grabada-sólo audible al humano con amplificación. Mientras se mueve entre animales embalsamados en bodegas subterráneas del Museo de Historia Natural de Paría, él produce, de acuerdo a la crítica Emily Nathan "un bramido profundo, satánico" que "parece venir de su mismo centro". Estos sonidos son una versión subsónica de una partitura interpretada en 1798 por dos elefantes traídos a París como premios de la victoria en las Guerras Napoleónicas, en el primer intento grabado de comunicación inter-especies a través de la música.
Para la 56 Bienal de Venecia, Allora & Calzadilla presentaron In the Midst of Things, una obra coral con música del compositor Gene Coleman basada en el oratorio de Joseph Haydn, La creación, cuyo libreto original se basó en las descripciones del origen del mundo y la humanidad del libro de los Salmos, del libro de Génesis y de El paraíso perdido de John Milton. Allora & Calzadilla siguen la tradición de Milton de narrar in medias res for una serie de interrupciones en la partitura de Haydn. Al tomarse estas libertades artísticas, Allora & Calzadilla también juegan con la historia de la traducción del libreto: escrito originalmente en un inglés poco ortodoxo, se dice que la traducción al alemán fue una mejora significativa. En esta pieza se confrontan la cacofonía y la melodía— mientras el grupo coral de intérpretes se mueve de un lado al otro en el espacio Al referirse a esta obra, Laura C. Rogers anota que los artistas "desafían al espectador a construir significado al leer la obra como literal, metafórica, evidencial y política, pero también en participar de la obra como un evento experimental que eleva la sensibilidad estética de uno mismo

## Exposiciones individuales
| 2018 | La Noche Que Volvimos a ser Gente. Museo de Arte Moderno. Medellín, Colombia. |
| 2017 | Foreign in a Domestic Sense. Lisson Gallery, Londres, Reino Unido. |
| 2016 | Chalk (Gis). Museo de Arte Zapopan, Zapopan, México. Allora & Calzadilla. ALT., Estambul, Turquía. Allora & Calzadilla: Echo to Artifact. Art Gallery of Alberta, Edmonton, Canadá. Performative Ellipses. kurimanzutto, Ciudad de México, México. Split the Lark. Fondation Royaumont, Asnières sur Oise, Francia. |
| 2015 | Puerto Rican Light (Cueva Vientos). Dia Foundation, El Convento Natural Protected Area, Puerto Rico. Allora & Calzadilla: Intervals. Philadelphia Museum of Art and The Fabric Workshop and Museum, Filadelfia, Pensilvania, Estados Unidos. |
| 2014 | Apotome. Redcat, Los Ángeles, Estados Unidos. Fault Lines. Gladstone Gallery, Nueva York, Estados Unidos. |
| 2013 | Allora & Calzadilla. Fondazione Nicola Tussardi at Palazzo Cusani. Milán, Italia. Allora & Calzadilla / Vidéo et Après. Centre Pompidou. París, Francia. Hope Hippo. The Paris Autumn Festival, Muséum national d’Histoire naturelle & Galerie Chantal Crouse. París, Francia. Station to Station. A Nomadic Happening. Station to Station. 9th Mercosul Biennial. Porto Alegre, Brasil. 30th Ljubljana Biennial of Graphic Arts. Ljubljana , Slovenia. Aqua Vitalis - Acte 2. Palais Ducal. Caen, Francia. Fault Lines. Fondazione Nicola Trussardi at Palazzo Cusani. Milán, Italia.                                          |
| 2012 | Body in Flight (Delta). Indianapolis Museum of Art, Indianápolis, Estados Unidos. Stop, Repair, Prepare. Kaldor Public Art Projects, Sídney, Australia. Vieques Series. Indianapolis Museum of art, Indianápolis, Estados Unidos. |
| 2011 | Gloria. 54th Venice Biennial. United States Pavillion. Venecia, Italia. Allora & Calzadilla: A Man Screaming is Not a Dancing Bear. Weatherspoon Art Museum, The Leah Louise B. Tannenbaum Gallery. Greensboro, Estados Unidos. Vieques Videos 2003-2011. Lisson Gallery, Londres, Reino Unido. Allora & Calzadilla. Espacio de Arte Contemporáneo Museo La Tertulia, Cali, Colombia. |
| 2010 | Compass. kurimanzutto, Ciudad de México, México. Allora & Calzadilla. Galerie Chantal Crousel, París, Francia. Performance 9: Allora & Calzadilla. MoMA, Nueva York, Estados Unidos. Number Three: Here and Now. The Julia Stoschek Collection, Düsseldorf, Alemania. |
| 2009 | Allora & Calzadilla. The National Museum of Art, Arcitecture and Design, Oslo, Noruega. How to Appear Invisible. Temporäre Kunsthalle Berlin, Berlín, Alemania. Allora & Calzadilla. Kunstmuseum Krefeld, Museum Haus Esters, Krefeld, Alemania. Stop, Repair, Prepare: Variations on Ode to Joy for a Prepared Piano. Gladstone Gallery, Nueva York, Estados Unidos. RETHINK Relations. Statens Museums for Kunst, Copenhague, Dinamarca. |
| 2008 | Stop, Repair, Prepare: Variations on Ode to Joy for a Prepared Piano. Haus der Kunst München, Múnich, Alemania. Wake Up, Clamor, Sediments, Sentiments. Kunstverein München, Múnich, Alemania. Never Mind that Noise you Heard. Stedelijk Museum Ámsterdam, Ámsterdam, Países Bajos. Allora & Calzadilla. Galerie Franco Soffiantino, Turín, Italia. |
| 2007 | Sediments, Sentiments (Figures of Speech). San Francisco Art Institute, San Francisco, Estados Unidos. Allora & Calzadilla. Lisson Gallery, Londres, Reino Unido. Allora & Calzadilla. Kunsthalle Zürich, Zúrich, Suiza. Clamor. Serpentine Gallery, Londres, Reino Unido. Wake Up. The Renaissance Society at The University of Chicago, Chicago, Estados Unidos. Whitechapel Laboratory – Jennifer Allora & Guillermo Calzadilla. Whitechapel Gallery, Londres, Reino Unido. Unrealizable Goals. Center for Contemporary Art, CCA Kitakyushu, Kitakyushu, Japón. Balance of Power. Galleria Civica di Trento, Trento, Italia. |
| 2006 | Clamor. The Moore Space, Miami, Estados Unidos Land Mark. Palais de Tokyo, París, Francia. (En) Tropics. Galerie Chantal Crousel, París, Francia. Jennifer Allora & Guillermo Calzadilla. S.M.A.K. Stedelijk Museum voor Actuele Kunst, Ghent, Bélgica. Concentrations 50: Allora & Calzadilla. Dallas Museum of Art, Dallas, Estados Unidos. Combine Platter (screening event). Museum of Contemporary Art, Los Ángeles, Estados Unidos. |
| 2005 | Download. Art Positions, ArtBasel Miami Beach. Miami, Estados Unidos. |
| 2004 | Unstable Atmospheres. Lisson Gallery, Londres, Reino Unido. Ciclonismo. Galerie Chantal Crousel, París, Francia. Chalk. 7th Annual ICA/Vita Brevis Project, ICA Institute of Contemporary Art/Boston, Boston, Estados Unidos. Radio Revolt: One Person, One Watt. Artist in Residence Project. Walker Art Center, Minneapolis, Estados Unidos. |
| 2003 | Land Mark. Escuela de Artes Plásticas, San Juan, Puerto Rico. Puerto Rican Light. Americas Society, Nueva York, Estados Unidos. |
| 2002 | Allora & Calzadilla. Institute of Visual Arts (INOVA) at the University of Wisconsin, Milwaukee, Estados Unidos. |
| 2001 | Allora & Calzadilla. Museo de Arte de Puerto Rico. San Juan, Puerto Rico. |
| 2000 | Other Worlds. Project Rooms, ARC, Madrid, España. |
| 1997 | Charcoal Dance Floor. Luigi Marrozzini Gallery, San Juan, Puerto Rico |